# Дорогичинська сільська рада
Дорогичинська сільська́ ра́да (біл. Драгічынскі сельсавет) — адміністративно-територіальна одиниця у складі Дорогичинського району Берестейської області Білорусі. Адміністративний центр — місто Дорогичин (не входить до складу).

## Історія
17 вересня 2013 року до складу Дорогичинської сільської ради увійшли територія та населені пункти ліквідованої Гутовської сільської ради (села Вавуличі, Гутово, Дроботи, Огдемер, Сороцні).

## Склад ради
Населені пункти, що підпорядковувалися сільській раді станом на 2009 рік:
| Населений пункт | Тип  | Населення, осіб (2009) |
| --------------- | ---- | ---------------------- |
| Вавуличі        | село | 133                    |
| Гутово          | село | 450                    |
| Дроботи         | село | 103                    |
| Дубове          | село | 46                     |
| Дуброва         | село | 242                    |
| Залужжя         | село | 280                    |
| Заплісся        | село | 229                    |
| Лежитковичі     | село | 53                     |
| Липники         | село | 769                    |
| Мисовці         | село | 38                     |
| Нагір'я         | село | 483                    |
| Новики          | село | 26                     |
| Огдемер         | село | 208                    |
| Перковичі       | село | 408                    |
| Пигаси          | село | 94                     |
| Ровини          | село | 391                    |
| Салово          | село | 168                    |
| Семоновщина     | село | 326                    |
| Сиреневка       | село | 269                    |
| Скибичі         | село | 43                     |
| Сороцні         | село | 107                    |
| Сутки           | село | 107                    |
| Юзефини         | село | 53                     |

## Населення
За переписом населення Білорусі 2009 року чисельність населення сільської ради становила 4025 осіб.

### Національність
Розподіл населення за рідною національністю за даними перепису 2009 року:
| Національність               | Осіб | Відсоток |
| ---------------------------- | ---- | -------- |
| білоруси                     | 3887 | 96,57 %  |
| росіяни                      | 74   | 1,84 %   |
| українці                     | 53   | 1,32 %   |
| національність не вказана    | 5    | 0,12 %   |
| поляки                       | 3    | 0,07 %   |
| дві та більше національності | 2    | 0,05 %   |
| вірмени                      | 1    | 0,02 %   |
| Разом                        | 4025 | 100 %    |